# Гастев, Михаил Степанович
 Михаил Степанович Гастев (1801—1883) — преподаватель вспомогательных исторических наук в ряде учебных заведений Российской империи, чиновник канцелярии Московского военного генерал-губернатора, статский советник.
Известен своими трудами по статистическому описанию Москвы, а также тем, что в 1832 году из-за конфликта с ним был вынужден оставить Московский университет М. Ю. Лермонтов.

## Биография
Родился 8 (20) ноября 1801 года. Его отец, происходивший из духовного звания, поступил в 1805 году в военную службу и, произведённый впоследствии в офицеры, неизвестно как и где погиб после 1812 года.
Гастев, оставшись у родственников, сначала учился дома, потом в Тульской семинарии и Тульской гимназии.
Затем в продолжение четырёх лет самостоятельно подготовился к поступлению в университет, изучив между прочим лексиконы латинский, французский, немецкий и до половины греческий и итальянский, чтобы не терять времени на приискание слов при переводах; посвящал свободное время знакомству с литературой и особенно увлекался Жуковским, большинство произведений которого он знал наизусть. По выходе истории Карамзина, Гастев сократил её в два больших тома, предполагая издать это сокращение, затем перевел с французского одно математическое сочинение Тиссона.

### Учеба и преподавательская деятельность
Поступив в 1825 году на словесное отделение Московского университета, Гастев обратил на себя внимание профессора М. Т. Каченовского основательным знанием русской истории, приобретённым им при чтении истории Карамзина; Каченовский всячески поощрял его к дальнейшим занятиям этим предметом.
По окончании университета 19 июня 1828 года со степенью кандидата, Гастев в августе того же года поступил учителем истории и географии, с 1831 по 1843 годы — и статистики, и библиотекарем (был им до ноября 1833 г.) в Московскую практическую коммерческую академию, где служил уже два с половиной года частным образом, и преподавал там до 2 июля 1847 года (географию — до 1845).
В 1830 году ему было поручено чтение «приуготовительных» лекций по географии, хронологии, генеалогии, нумизматике, геральдике и дипломатике (для студентов первого курса) в Московском университете.
По воспоминаниям К. С. Аксакова, студента словесного отделения Московского университета в 1832—1835 гг.: «Гастев читал какую-то смесь статистики, истории, геральдики и еще чего-то».
По воспоминаниям П. Ф. Вистенгофа Гастев был одним из «бесцветных профессоров» университета и весной 1832 года у него произошло столкновение с М. Ю. Лермонтовым, когда тот ответил Гастеву на заданный вопрос подробнее, чем требовалось по программе
В 1832 году Гастев защитил диссертацию на степень магистра словесных наук и был утверждён в этой степени 8 августа.
В августе 1833 года он был вынужден уйти из Московского университета и занял должность старшего учителя истории и статистики в Московском дворянском институте, где прослужил три с половиной года до января 1837 года, причём с 1836 года он преподавал одну только историю.
В январе 1835 года был определён преподавателем географии, истории и мифологии и членом конференции в Московское дворцовое архитектурное училище, где прослужил 13 лет — до 30 сентября 1847 года.

### Служба в канцелярии Московского военного генерал-губернатора
В 1838 году Гастев был утверждён в чине титулярного советника и в 1839 году произведён в коллежские асессоры; 26 декабря 1841 года причислен к канцелярии Московского военного генерал-губернатора для исполнения особых поручений. С 1841 года до увольнения от службы в его обязанности входило приведение в порядок и сдача в архив решённых дел генерал-губернаторской канцелярии, а затем и Московской управы благочиния и всех присутственных мест. В 1842 году он наблюдал за взысканием недоимок Городской думы (до 1844) и собирал справки о проектированной железной дороге от Москвы до Оки.
В 1843 году произведён в надворные советники, в 1846 — в коллежские советники.
В апреле 1844 года он был направлен в Московский губернский архив. При нём архив значительно увеличился и был приведён в порядок.
В 1844 и 1845 гг. он присутствовал в Высочайше утверждённых комиссиях о производстве выдачи квартирных денег разным чинам из городских доходов и о злоупотреблениях по чайной торговле.
К 1847 году, окончательно оставив преподавание, служил чиновником канцелярии генерал-губернатора и заведующим Губернским архивом.
В 1848 и 1849 г. Гастеву поручалось ещё постоянное наблюдение за ходом дел по торговой депутации и торговой полиции, надзор за ремонтным содержанием городских бульваров, казенной городской мостовой, приём городских казённых построек, председательствование в Торгово-полицейском комитете и разных комиссиях и другие временные дела, преимущественно по части хозяйственной и экономической.
В 1848 году он был награждён орденом Св. Анны 3-й степени, в 1850 году — орденом Св. Владимира 4-й степени.
С 19 июня 1851 года по 6 сентября 1852 года состоял почетным директором Верейских богоугодных заведений.
28 октября 1851 года произведён в статские советники, а в 1853 году награждён орденом Св. Анны 2-й степени (в 1855 году получил императорскую корону к ордену).
22 июля 1853 г. назначен чиновником особых поручений при генерал-губернаторе.
19 октября 1859 года уволен согласно прошению по болезни от службы.
Умер 24 июня (6 июля) 1883 года. Похоронен на Ваганьковском кладбище; могила утрачена.

## Труды
В 1841 году Гастев, по поручению Московского военного генерал-губернатора князя Д. В. Голицына, издал первую часть «Материалов для полной и сравнительной статистики Москвы (недоступная ссылка)» (с 27 рисунками). По содержанию своему она показалось настолько новой и любопытной, что два раза была перепечатана в разных периодических изданиях.
Затем, издал выгравированное на меди «Родословное древо князей Голицыных», а после смерти князя Дмитрия Владимировича Голицына напечатал два отрывка из его биографии в «Московских Губернских Ведомостях».
Из его сочинений отдельно напечатаны:
- 1) Лекция о вспомогательных науках для истории, 1830 г.
- 2) Руководство к политической географии, 1832 г.
- 3) Рассуждение о причинах, замедливших гражданскую образованность в русском государстве до Петра Великого, диссертация на степень магистра в 1832 г. (Погодин напечатал в «Телескопе», 1832 г., № 12 опровержение взглядов Гастева, высказанных здесь)
- 4) Хронология, в 1833 г.
- 5) Физическое обозрение Глобуса, 1834 г. и 2-е измененное издание в 1836 г.
- 6) Арифметика, в 1834 г., 2 изд. в 1838 г.
- 7) Речь о достоверности истории, замечательная по сбору мнений об этом предмете, произнесенная на акте в Дворянском институте в 1834 г.
- 8) Генеалогия, 1835 г.
- 9) Речь об истории в отношении к изящным искусствам, произнесенная на акте в Дворцовом архитектурном училище
- 10) Статистическое описание Москвы, Москва, 1841 г.

Из приготовленных к изданию, но не изданных, осталась «Дипломатика» в двух больших томах со множеством рисунков, написанная для руководства в университете.
Кроме того, Гастев печатал в «Московских Губернских Ведомостях» по должности правителя дел Губернского статистического комитета и в «Московских Ведомостях» в 1842 и 1843 гг. свои исторические и статистические статьи.
Так, в «Московских Губернских Ведомостях» 1842 г. была напечатана его статья «Возобновление стены и башен Кремля и Китая», в «Московских Ведомостях» 1843 г. (№ 10) — «Москва за полвека».
Несколько своих статей он напечатал в «Вестнике Европы».
Кроме оригинальных статей, Гастев печатал и переводные; так, ещё в бытность свою в университете он перевёл с итальянского для «Вестника Европы» трактаты Гроберга о норманнах (Su la falsita dell' origine scandinava data ai popoli detti barbari, che distrussero l’impero di Roma. Pisa, 1815), напечатанный в № 1 и 3, 1829 г., и «О финляндцах и лапонцах», напечатанный в № 13 и 14 «Вестника Европы» того же года.
Перевёл с латинского — географию Помпония Мелы, отрывки Страбона и Плиния Старшего, с немецкого и французского — «О неправильности в летосчислении», «О стенографии» (напечатан. в 1830 г.), «О кавказских народах» и др.

## Источник
- Гастев, Михаил Степанович // Русский биографический словарь : в 25 томах. — СПб.—М., 1896—1918.